# Хлебозавод Московского района
Хлебозавод Московского района — предприятие хлебобулочной промышленности в Санкт-Петербурге, принадлежит холдингу «Коломенское». Расположен на территории Московского района в тупике Смоленской улицы, западной частью территория ограничена Заозёрной улицей.

## История
Пущен 30 декабря 1934 года, получил номер 12, начальная мощность шести печей завода составила 200 тонн чёрного весового хлеба в сутки. В 1936 году предприятию присвоено наименование Хлебозавод № 12 имени Микояна в честь наркома пищевой промышленности Анастаса Микояна (прижизненно). В 1939—1940 годах построены цеха по выработке армейских сухарей.
Во время Великой Отечественной войны был крупнейшим из шести функционировавших хлебозаводов, в условиях практически полного отсутствия продовольствия в блокадном Ленинграде его бесперебойная работа была критически важна для выживания города.

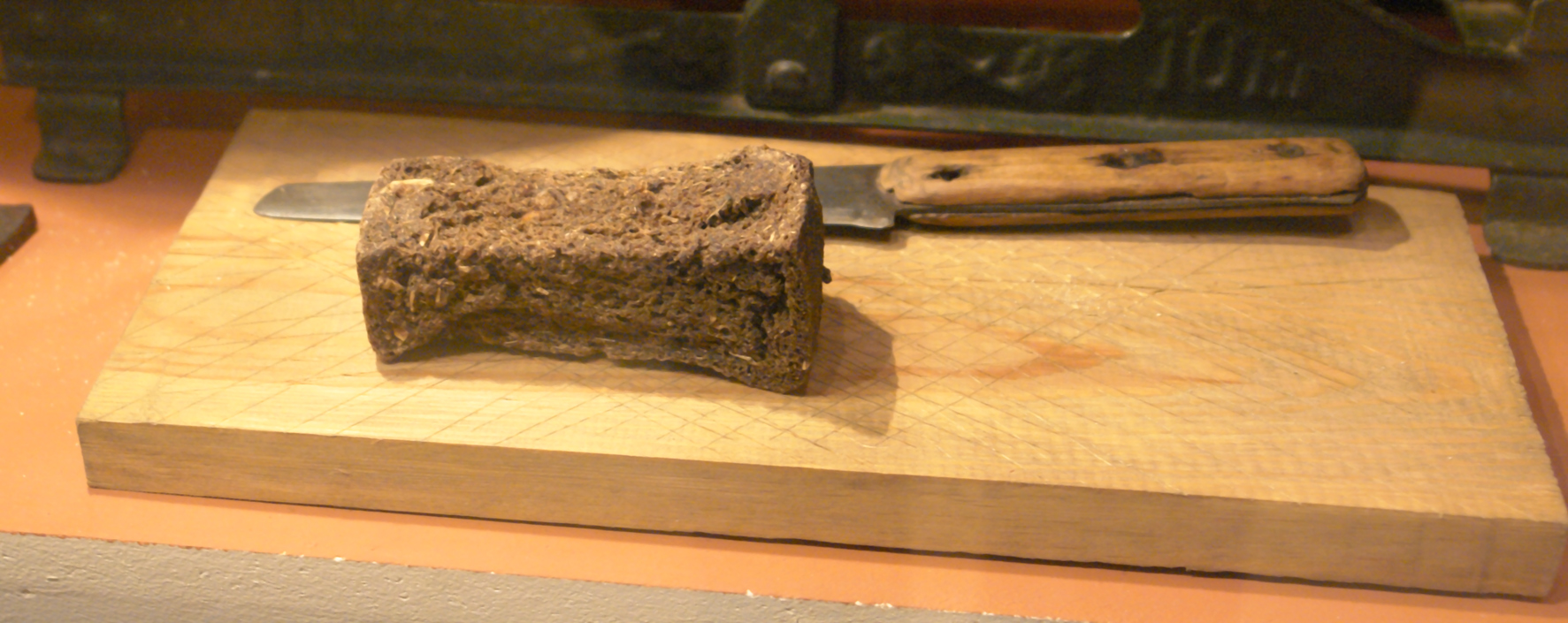
Блокадная порция хлеба в Музее обороны Ленинграда

После пожара на Бадаевских складах ситуация с продовольствием стала катастрофической, и хлеб с хлебозаводов стал единственным продуктом питания, отпускаемым горожанам, в ноябре — декабре 1941 года служащим и иждивенцам выдавалось по карточкам лишь по 125 граммов хлеба в сутки. Из-за отсутствия сырья хлеб выпекался из различных нетрадиционных видов муки, остатки которых были доступны (в том числе ячменной, соевой, солодовой), а с 1942 года — и со значительным объёмом непищевых примесей (прежде всего — гидроцеллюлозы для придания объёма). Линия фронта располагалась в пяти километрах от завода, и предприятие постоянно находилось под бомбёжками, только за один день 13 октября 1941 года на завод сброшено семь фугасных и более двухсот зажигательных фосфорных авиабомб. За время войны на рабочих местах погибло 18 заводчан, всего в блокаду ушло из жизни 63 работника предприятия.
В 1948 году цех по производству армейских сухарей переоснащён на выпуск пряников. В 1960-е годы освоен выпуск мелкоштучных мучнистых кондитерских изделий. В 1966 году заводу вручён Орден Ленина.
В 1986 году на территории предприятия в честь павших во время войны заводчанок установлен памятник «Женщины блокады» работы скульптора Сергея Астапова.
В 1993 году предприятие акционировано по программе приватизации, компания, созданная на базе активов завода, получила в 1994 году наименование «Хлебный дом». В 1995 году компания осуществила крупную модернизацию предприятия, закупив за 3,2 млн немецких марок хлебопекарную линию Winkler и за $3,75 млн две итальянских линии Sasib, в том же году стоимость основных фондов завода оценена в сумму $30 млн. В 2005 году контроль над «Хлебным домом» полностью перешёл к Fazer, постепенно наращивавшей долю в компании. Со второй половины 2000-х годов предприятие в материалах владельцев фигурирует как «производственная площадка „Смоленская“» (по Смоленской улице, на которой завод расположен).
В торжественных мероприятиях по случаю в 80-й годовщины пуска завода, прошедших в январе в 2015 года, приняли участие руководители города во главе вице-губернатором Мокрецовым.